# Megachile odonostoma
Megachile odonostoma là một loài Hymenoptera trong họ Megachilidae. Loài này được Cockerell mô tả khoa học năm 1924.